# Progetto Porta Nuova
Il progetto Porta Nuova è un vasto intervento di rigenerazione urbana e architettonica all'interno del centro direzionale di Milano, il quartiere a carattere terziario che si estende dalla stazione ferroviaria di Milano Porta Garibaldi a piazza della Repubblica, da Porta Nuova a Palazzo Lombardia, passando per via Melchiorre Gioia.
Principale obiettivo dell'opera è ricucire, attraverso il potenziamento del Centro Direzionale, i quartieri di Porta Nuova (comprensivo dell'area delle ex-Varesine), Porta Garibaldi e Isola.
Baricentro dell'intera zona è il parco pubblico chiamato Biblioteca degli Alberi, attorno al quale sono disposti i tre ambiti separati del progetto, ossia Porta Nuova Garibaldi, Porta Nuova Varesine e Porta Nuova Isola.
I progetti planivolumetrici delle tre zone sono stati redatti dagli studi:
- Pelli Clarke Pelli Architects per Porta Nuova Garibaldi;
- Kohn Pedersen Fox Associated per Porta Nuova Varesine;
- Boeri Studio per Porta Nuova Isola.

## Caratteri generali

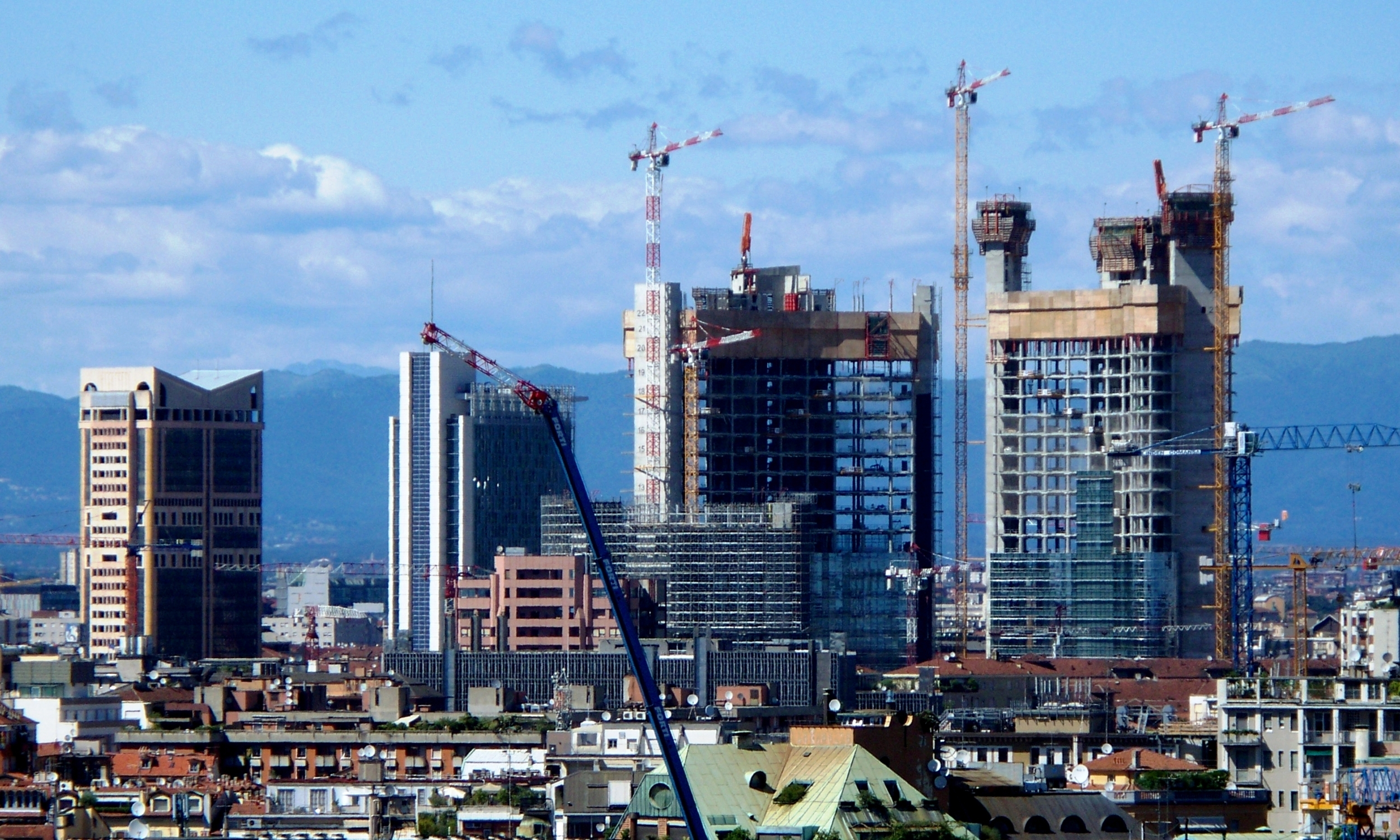
Immagine del cantiere nel luglio 2010

L'edificazione del complesso di Porta Nuova è iniziata nel 2005 e la sua esecuzione si è protratta per circa un decennio.
Il progetto, approvato nel 2004, è stato curato dall'imprenditore immobiliare statunitense Hines e della sede italiana Hines Italia Sgr guidata da Manfredi Catella, del cui azionariato ha fatto parte anche l'imprenditore Salvatore Ligresti con il 18%.
L'area interessata si estende su una superficie complessiva di 340000 m² tra cui 57000 m² di uffici, 11000 m² di spazi commerciali, 160000 m² di spazi pedonali, 20000 m² di spazi culturali, 370 appartamenti di lusso e circa 4000 posti auto per lo più sotterranei.
Durante la sua realizzazione si trattava del cantiere più grande d'Europa, un'operazione da oltre due miliardi di euro, con duemila operai al lavoro e le firme di venti architetti.
Il complesso conta oltre venti edifici tra grattacieli, uffici, centri culturali e ville urbane. Gli edifici si caratterizzano per una notevole altezza e un forte impatto architettonico. Da segnalare in tal senso: 
- la Torre Unicredit, più alto grattacielo in Italia;
- la Torre Solaria, più alto grattacielo residenziale del Paese;
- la Torre Diamante, dalla caratteristica forma squadrata;
- il Bosco Verticale, con i suoi giardini pensili.

Si accompagnano a queste importanti architetture percorsi ciclabili, passeggiate pedonali e ampi spazi pubblici lastricati, come piazza Gae Aulenti e piazza Alvar Aalto. Particolare attenzione è stata posta al potenziamento dei trasporti con la rivoluzione del percorso automobilistico, mediante la costruzione di un tunnel tra via Melchiorre Gioia e la stazione di Porta Garibaldi, e la connessione dell'area con la linea metropolitana M5, grazie alle stazioni di Isola e Garibaldi FS. Fulcro della ricomposizione del tessuto urbano tra i quartieri esistenti è la Biblioteca degli Alberi, grande parco pubblico esteso per circa 90000 m² nel quale sono presenti diverse varietà di alberi.
Il progetto è stato accompagnato da varie forme di resistenza da parte delle comunità locali, che hanno opposto azioni di attivismo artistico e di solidarietà a quello che era percepito come un modello di sviluppo urbano non sostenibile.  Il comitato dei cittadini Isola Pepe Verde ha ottenuto dal Comune la realizzazione e gestione di un giardino tra via Guglielmo Pepe e il cavalcavia Eugenio Bussa.
Il 27 febbraio 2015 il Qatar Investment Authority (QIA), che possedeva già il 40% del Progetto Porta Nuova, ha acquisito il restante 60% dai fondi, investitori iniziali, Hines european development fund, Unipol, i fondi di diritto italiano Mhrec e Hicof, COIMA e Galotti. 
|                 | Porta Nuova Garibaldi | Porta Nuova Varesine | Porta Nuova Isola |
| --------------- | --------------------- | -------------------- | ----------------- |
| Uffici          | 50500 m²              | 42000 m²             | 6300 m²           |
| Residenziale    | 15000 m²              | 33000 m²             | 22000 m²          |
| Commerciale     | 10000 m²              | 7000 m²              | 850 m²            |
| Espositivo      | 10000 m²              | -                    | 1600 m²           |
| Spazi culturali | -                     | 3000 m²              | 760 m²            |
| Hotel           | 15000 m²              | -                    | -                 |
| Posti auto      | 1200 m²               | 2000 m²              | 570 m²            |

## Zona Garibaldi

### Torre Unicredit
Una serie di palazzi ecosostenibili (si calcola una riduzione del consumo di energia del 37%) in vetro e ferro, progettati dall'architetto argentino César Pelli e disposti attorno ad un podio circolare, piazza Gae Aulenti, culminano nella Torre Unicredit, il più alto grattacielo d'Italia, con i suoi 231 metri, 80 dei quali conferiti da una sinuosa guglia.

Progetto Architettonico: Pelli Clarke & Partners,  Tekne (Ingegneria e Fit-out per Unicredit)
Costruzione: 2009 - 2011
Superficie: 50500 m² di uffici, 6370 m² commerciale.

### Piazza Gae Aulenti
La Piazza Gae Aulenti, progettata anch'essa dall'architetto argentino César Pelli a completamento delle omonime torri, è una piazza circolare dotata di 100 metri di diametro, completamente pedonale e rialzata di 6 metri rispetto al livello della strada. Il Quadrimestrale news ufficiale del progetto ne parla come del "centro vitale del nuovo quartiere Porta Nuova". Un passaggio pedonale che passa tra i complessi Munoz&Albin e Cino Zucchi Architetti collega la piazza con il rinomato Corso Como.
Presso l'ingresso sud si trova un'opera acustico-visiva di Alberto Garutti.
Progetto Architettonico: Pelli Clarke & Partners
Costruzione: 2009 - 2012
Superficie:

### Porta Nuova Building - Edificio E1/E2 (dettoShowroomoArmonica)
Progettato dallo Studio Piuarch, questo edificio dall'ampia superficie vetrata si prolunga da piazza Gae Aulenti fino via Melchiorre Gioia e delimita il podio pedonale separandolo da Via Fratelli Castiglioni, di cui accompagna l'andamento con la loro forma curva.
I due corpi che compongono l'edificio sono idealmente separati da una scalinata ma il manufatto prosegue senza soluzione di continuità nella parte superiore, la cui massima altezza è 30 metri, in modo da uniformarsi agli edifici prospicienti.
Progetto Architettonico: Piuarch, Tekne (Ingegneria)
Costruzione:2011 - 2013
Superficie: 14500 m² showroom per 6 piani, 1860 m² commerciale.

### IBM Studios (ex Unicredit Pavilion)
L'IBM Studios è stato scelto per sostituire la parte ovest del soppresso Spazio Espositivo Grimshaw (il cosiddetto Armadillo), si tratta di uno spazio polifunzionale di proprietà COIMA. Concepito come un ideale seme posto al confine tra piazza Gae Aulenti e la Biblioteca degli Alberi è composto da un nucleo in cemento armato e uno scheletro di legno con nessuna colonna all'interno. La sua funzione è prevalentemente quella di luogo per conferenze, congressi, concerti, esposizioni, performance e seminari.Il progetto è di Michele De Lucchi.
Progetto Architettonico: Michele De Lucchi, Tekne (Ingegneria)
Costruzione: 2014 - 20 luglio 2015
Superficie: 3200 m²

### Edificio E3East (dettoTermosifone)

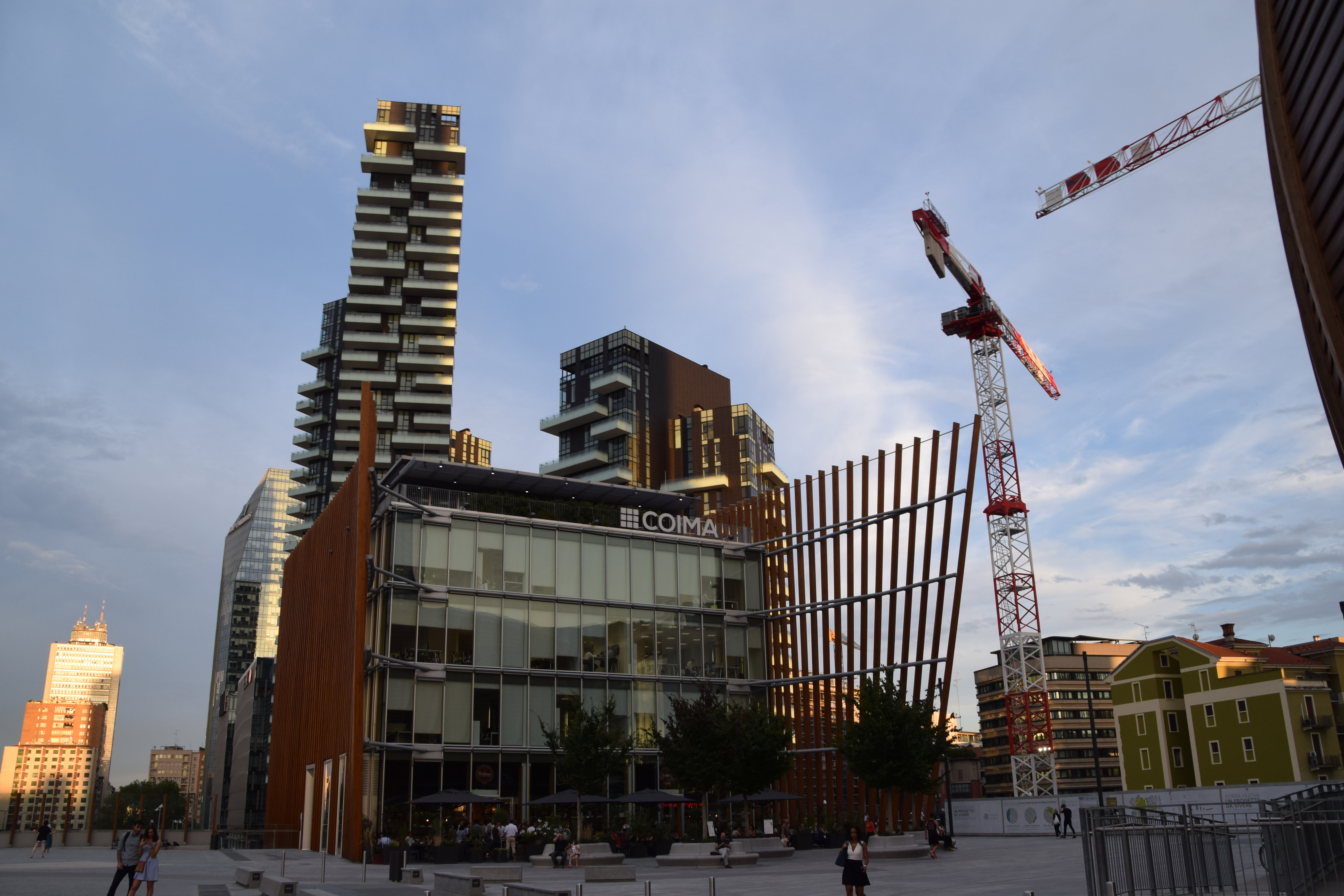
Il Termosifone con Torre Solaria sullo sfondo

Scelto per sostituire la parte est dello Spazio Espositivo Grimshaw, è un ambiente trasparente e ben illuminato concepito come una piazza coperta. La struttura esterna è in legno e si affaccia direttamente su via Melchiorre Gioia.
Il progetto è di Mario Cucinella Architects.
Avvio: 2015
Superficie: 1700 m²

### Residenze di Corso Como
Progettate dallo studio Muñoz & Albin di Houston in collaborazione con lo studio milanese Tekne Spa, sono state completate nella struttura durante i primi mesi del 2012. Questi edifici fanno da contorno a via Vincenzo Capelli, il collegamento tra Corso Como e la piazza Gae Aulenti. Dispongono di un parcheggio sotterraneo con 77 posteggi pubblici.
Costruzione: 2011 - 2012
Superficie: 9800 m² residenziale e commerciale, 15000 m² parcheggi e depositi.

### Corte verde di Corso Como
Progettato dallo studio Cino Zucchi Architetti, si tratta di un lotto residenziale che tenta di coniugare le specificità urbanistiche del quartiere vecchio e di Corso Como con le architetture contemporanee. Si colloca tra via Rosales e via Viganò e si compone di un giardino interno e di facciate diverse fra loro.
Costruzione: 2011 - 2013
Superficie: 10700 m² residenziale, 76 posti auto privati

### Centro Direzionale Unipol
UnipolSai sta costruendo un grattacielo di 23 piani fuori terra e 3 piani interrati laddove si trova il "Bucone".
Il progetto aggiudicatario è di Mario Cucinella Architects. L'architetto ha progettato un grattacielo ecologico nel quale i consumi energetici saranno ridotti al minimo e nel quale funzionerà un sistema di raccolta delle acque piovane. I materiali utilizzati saranno acciaio, vetro e legno e la facciata avrà una geometria a rete. Nella costruzione sono previsti anche un auditorium da oltre 270 posti e una serra-giardino panoramica con un'area destinata a eventi pubblici e culturali.
Avvio: 2015
Superficie: 31000 m² residenziale, uffici, eventi culturali e pubblici

## Zona Varesine

### Torri Solaria, Solea e Aria

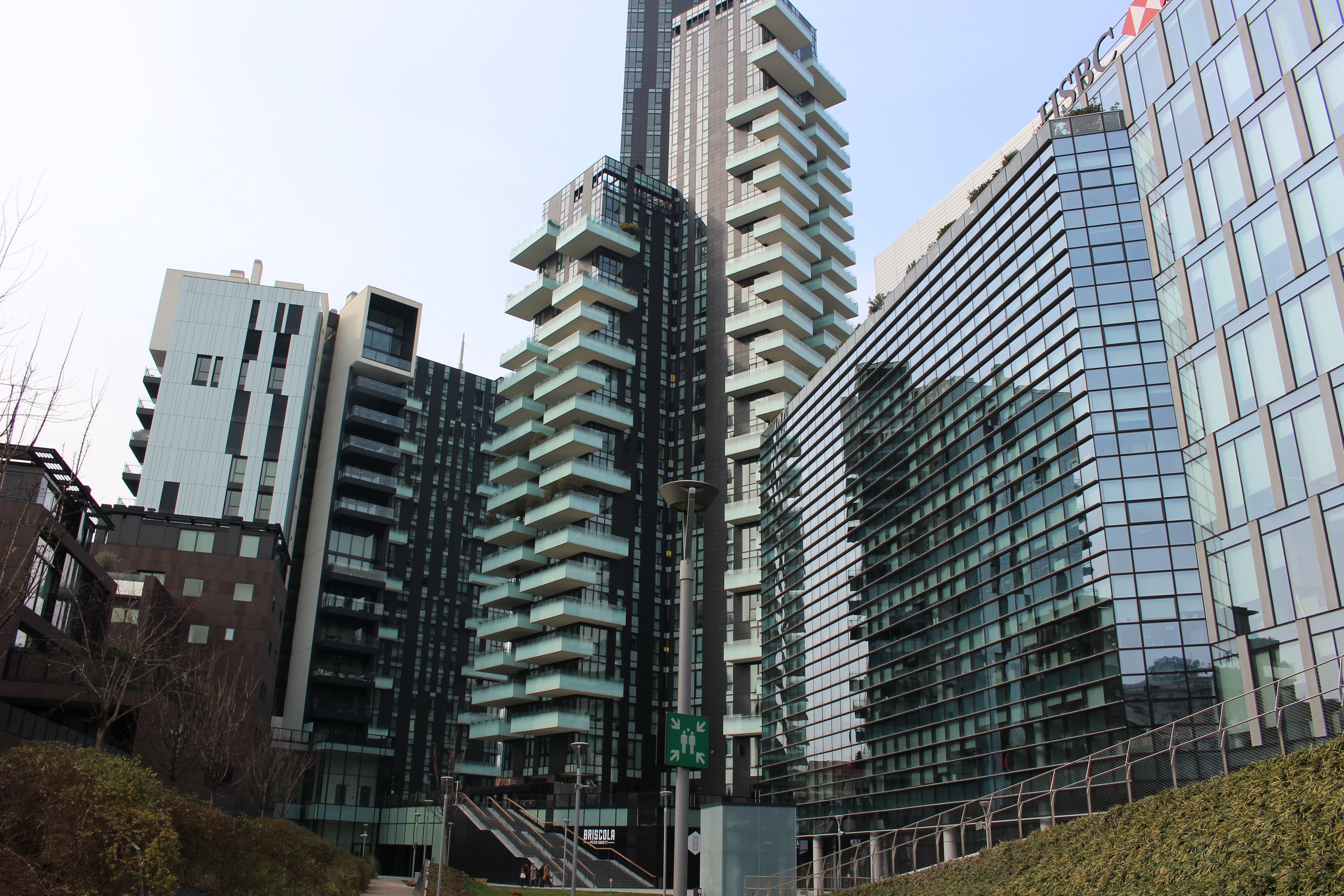
Torre Solaria, Torre Solea e Torre Aria

Tra via Melchiorre Gioia e il business district della Torre Diamante si ergono tre torri residenziali di altezze differenti, disposte anch'esse intorno al proprio podio, ovvero piazza Alvar Aalto. Sono state progettate dagli studi Arquitectonica e Caputo Partnership.
- Torre Solaria con i suoi 143 metri e 37 piani (34 fuori podio, 3 sotto) è l'edificio residenziale più alto d'Italia[28];
- Torre Solea anche detta Torre K, poggia la base su un'area di 5180 m² e conta 33 appartamenti. Si sviluppa su 15 piani residenziali, più un piano commerciale a doppia altezza sul podio e uno al piano terra[29];
- Torre Aria conta 17 piani sopra il podio.

Costruzione: 2010 - 2014

### Torre Diamante e Diamantini

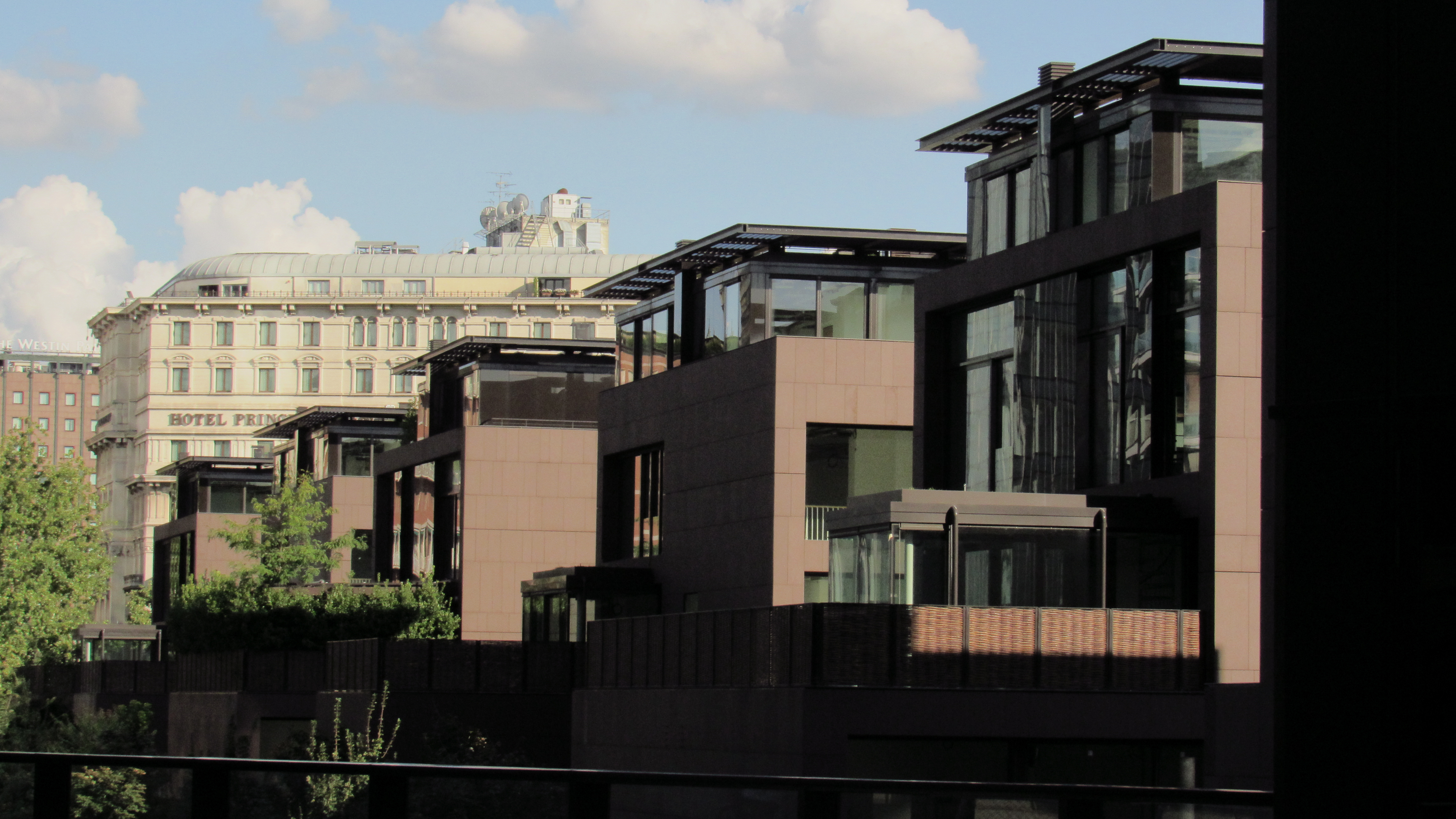
Le Ville di Porta Nuova da piazza Alvar Aalto

La Torre Diamante progettata dallo studio Kohn Pederson Fox Associates, si tratta di uno dei più importanti grattacieli del progetto, alto 140 metri per 30 piani, collocato tra viale della Liberazione e via Galilei, alle porte di piazza della Repubblica e della relativa fermata della metropolitana. La struttura a prisma irregolare e la vetratura conferiscono all'edificio la forma e il colore cangiante del diamante.
Correlati al palazzo principale, i due corpi bassi denominati Diamantini costituiscono un elemento di continuità del complesso terziario lungo viale della Liberazione, formando assieme alla Torre Diamante un vasto business district su un'area complessiva di circa 61500 m².
Costruzione: 28 gennaio 2010 - 14 settembre 2012
Superficie: 28196 m² Torre Diamante; 11464 m² Diamantino 1 e 2.

### Ville di Porta Nuova
Si tratta di una schiera di edifici residenziali disposti lungo il lato sud dell'area Porta Nuova Varesine. Progettate da M2P Associati, le strutture sono state completate nel primo quadrimestre del 2012.
Superficie: 8000 m² residenziale

## Zona Isola

### Bosco verticale
Il Bosco Verticale, progettato da Stefano Boeri, consiste in due torri residenziali: la Torre E, 110 metri di altezza per 24 piani, e la Torre D, 76 metri per 17 piani. La peculiarità di questi edifici è la presenza di circa 900 alberi sugli 8900 m² di terrazze. Oltre a 6300 m² di uffici, il Bosco Verticale comprende anche spazi collettivi, piscina, palestra e presenta una superficie di 500 m² di pannelli solari e altre soluzioni di riscaldamento geotermico. La realizzazione di questo complesso progetto riqualifica parte dello storico quartiere Isola, collocandosi tra via De Castillia e via Confalonieri, sulla quale gli edifici sono arretrati, permettendo la realizzazione di un ampio marciapiede.
Costruzione: 2009 - 2014

### Casa della Memoria

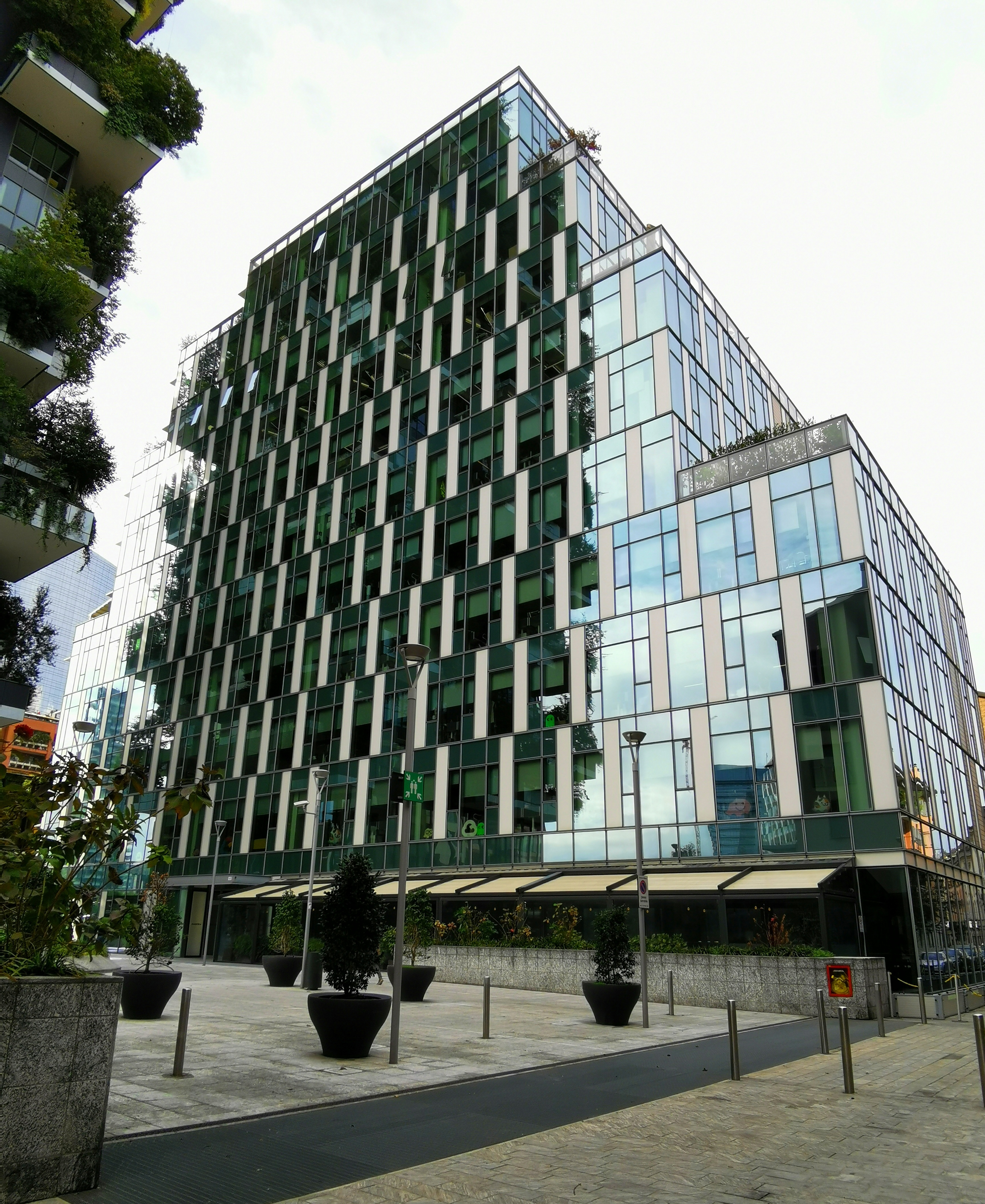
Lo Ziggurat

La Casa della Memoria è uno spazio civico dedicato al quartiere Isola, con lo scopo di ricordare partigiani, deportati di guerra e vittime del terrorismo. Il concorso è stato vinto dallo studio Baukuh, i progetti sono stati valutati da un comitato scientifico composto dal Comune di Milano, ANPI, ANED, Insmli, Aiviter, con la collaborazione nella costruzione del patrimonio memoriale da parte degli stessi cittadini. L'edificio è semplice: un prisma a base rettangolare di 20x35 metri, alto 17,5 metri. Largamente interattivo, comprende un archivio di 520 m², una sala consultazione di 120 m², uno spazio espositivo di 185 m², uno spazio polifunzionale di 185 m², 780 m² di uffici, un bar di 65 m², 420 m² di terrazze e 420 m² per future espansioni. Si apre con una hall di ingresso di 100 m².
Conclusione: 2014
Superficie: 2000 m², su tre piani

### Ziggurat
Progettato da William McDonough + Partners. È una struttura ecosostenibile e in Cradle to Cradle, destinata ad uffici. Tre facciate sono in vetro, pensate per sfruttare al meglio la luce solare, con sistemi termici che utilizzano esclusivamente acqua di falda. L'edificio è dal 2014 occupato dalla sede di Google Italia.
Costruzione: 2010 - 2012
Superficie: 6315 m² uffici, 430 m² commerciale, 10 piani

### Stecca3
Nata con l'intento di sostituire la Stecca degli Artigiani, abbattuta per consentire i lavori di riqualificazione, Stecca3 ha lo scopo di accogliere associazioni culturali e di artigiani che già da tempo fanno parte del quartiere Isola.
Costruzione: 2010 - 2012
Superficie: 800 m², 2 piani

### Residenze dei Giardini
Appartamenti ideati sul modello townhomes, adiacenti al Bosco Verticale.
Progettate da Lucien Lagrange.

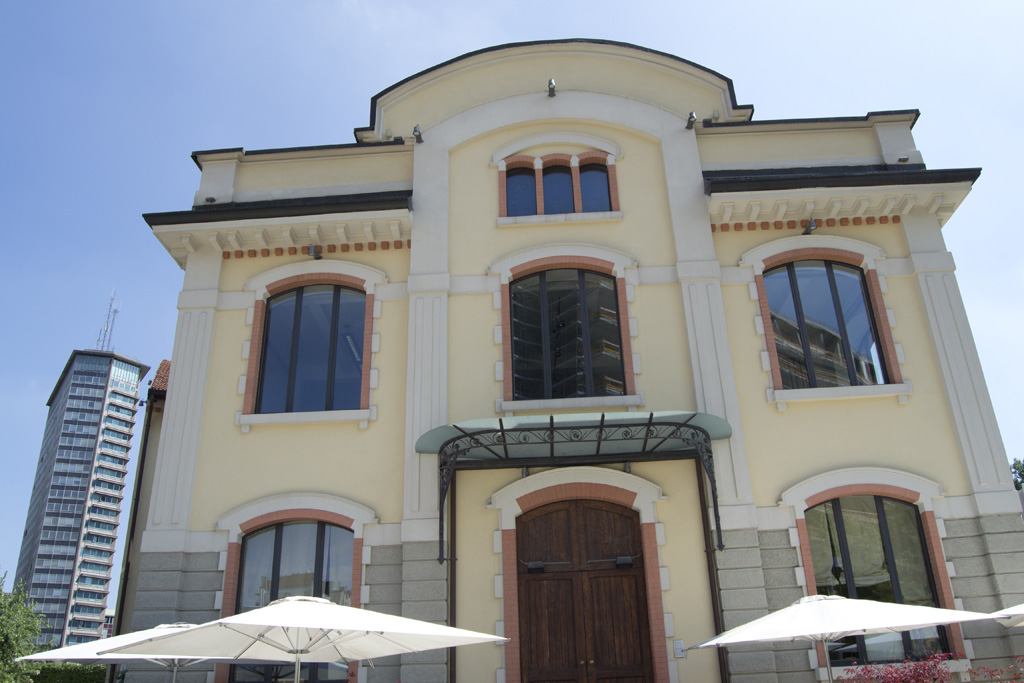
La Fondazione Catella

Conclusione: 2012

### Fondazione Riccardo Catella
Sede dell'omonima fondazione non a scopo di lucro, ha lo scopo di promuovere pratiche di eccellenza nello sviluppo urbano e del territorio.
Costruzione: 2011 - 2012
Superficie: 1400 m² culturale, su due piani

### Palazzo Milano Assicurazioni (dettoRasoio)

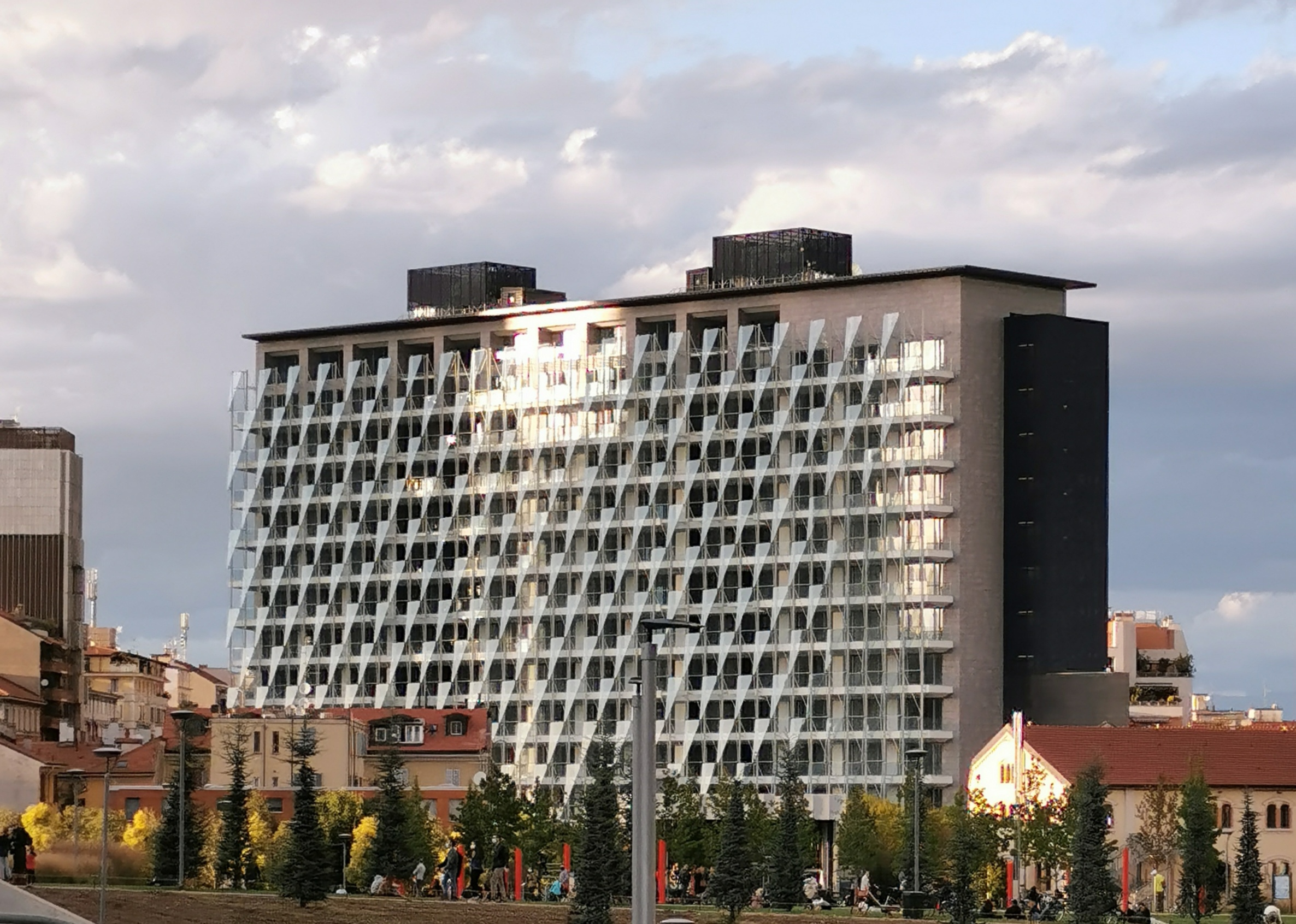
Palazzo Milano Assicurazioni

Progettato da Valentino Benati e Federico Colletta, destinato prevalentemente a funzioni terziarie, collocato tra via De Castillia e via Confalonieri. È composto da due volumi, di cui uno a chiusura del lato nord dei Giardini, l'altro, più basso, allineato a via Confalonieri. Sono caratterizzati da balconate continue con chiusura a doppio vetrata a risparmio energetico. Avrebbe dovuto prevedere parcheggi pubblici e 7.940 parcheggi privati. Era previsto anche un piano con piscina, palestra e spazi collettivi. Attualmente è di proprietà di Unipol, che intende completare la costruzione dell'edificio dopo il lungo periodo di abbandono con un progetto di riqualificazione elaborato da Progetto Cmr.

## Parco Biblioteca degli Alberi

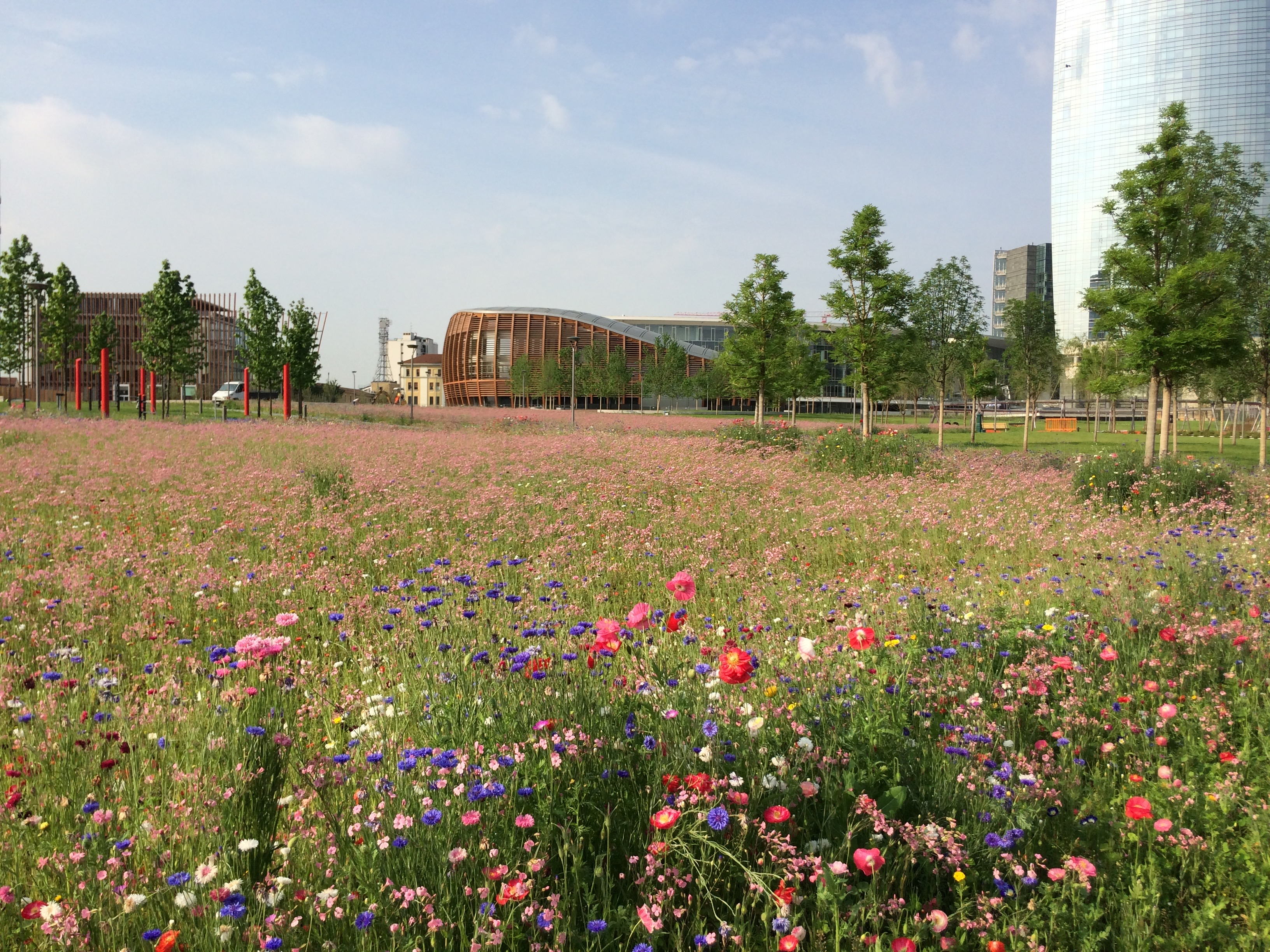
Il parco in primavera

Biblioteca degli Alberi è il nome del grande parco pubblico intorno al quale ruotano tutte le costruzioni del Centro Direzionale, collocato tra Isola e Porta Garibaldi. Il progetto del parco è stato vinto nel 2003 dallo studio Inside Outside dell'architetto paesaggista Petra Blaisse. Si avvalora della collaborazione dell'architetto paesaggista locale Franco Giorgetta e dell'assistenza floristica di Piet Oudolf.
Il parco ricopre un'area di proprietà del Comune di circa 90000 m² e sono basati su un intreccio di percorsi pedonali collegati tra loro, disposti in modo da accostare diversi tipi di alberi per creare una "biblioteca botanica". Il valore di parco urbano come attrattiva turistica sarà garantito anche da attività di musica, cinema, giochi per adulti e bambini, centri formativi come il "Museo dei fiori e degli insetti". Grazie al tetto del tunnel automobilistico su viale Luigi Sturzo il parco comunica con piazza Gae Aulenti e quindi con tutta la zona circostante.
Il parco ospita 90.000 piante e 450 alberi, aree attrezzate per lo sport, foreste circolari tematiche, orti, percorsi didattici, sentieri per bici e runner. I lavori sono iniziati nel 2013 e sono stati terminati nell'estate del 2018, con l'apertura ai cittadini il 27 ottobre dello stesso anno. Per rendere fruibile lo spazio nei mesi di Expo, è stata realizzata l'installazione temporanea Wheatfield di Agnes Denes, che consisteva in un grande campo di grano.
Collateralmente al grande intervento della Biblioteca anche lo studio Dolce Vita Homes in collaborazione con COIMA Image e lo studio Antonio Citterio Patricia Viel and Partners ha progettato uno spazio verde lungo via Gaetano de Castillia e via Confalonieri, chiamato Giardino de Castillia. La valenza dell'intervento è duplice: fungere da maestoso ingresso verde al Bosco Verticale e rendere via Gaetano de Castilla una strada del parco, con piste ciclabili, percorsi pedonali e viabilità a scorrimento lento.

## Urbanizzazione primaria
Grazie al Progetto Porta Nuova anche i servizi e l'arredo urbano dei quartieri di Porta Garibaldi, Porta Nuova, Isola e soprattutto Centro Direzionale sono stati fortemente riqualificati, con particolare attenzione ai percorsi ciclopedonali.
Nel mezzo del Centro Direzionale è stata collocata la passerella ciclopedonale Gae Aulenti - Alvar Aalto, una struttura lunga di 68 metri tra il podio del complesso Unicredit e quello delle torri residenziali Solaria, Solea, Aria. La passerella scavalca via Melchiorre Gioia ed è interamente costituita d'acciaio. Per la sua posa, avvenuta nel maggio del 2013 è stata impiegata l'allora gru più grande d'Europa. Dal 2014, grazie alla sua inaugurazione, il percorso ciclopedonale tra la Torre Diamante e piazza XXV Aprile è diventato il più lungo della città, con uno sviluppo di 900 metri.  Il progetto è firmato dallo studio Arup.
Un ulteriore intervento importante per la viabilità questa volta automobilistica è il tunnel di viale Luigi Sturzo, che mette in comunicazione diretta il Centro Direzionale con il quartiere di Porta Garibaldi e la sua stazione. Si tratta di un tunnel sotterraneo che all'altezza di via Melchiorre Gioia passa sotto la Biblioteca degli Alberi e torna alla luce presso l'imbocco di Piazza Freud. Sempre lungo viale Sturzo sono state riqualificate le aiuole e i binari del tram, aggiungendo gli ingressi per la fermata della M5 denominata Garibaldi FS. Parallelamente al tunnel di viale Sturzo, in un primo momento denominato Strada del Nord, è stata realizzata via Fratelli Castiglioni, inizialmente chiamata Strada del Sud, che dallo sbocco di viale Sturzo all'altezza di piazza Freud porta a via Melchiorre Gioia.
Presso il quartiere di Porta Nuova, via Amerigo Vespucci è stata riqualificata profondamente in modo da garantire un accesso adeguato alla scalinata di piazza Alvar Aalto, L'inaugurazione è avvenuta il 13 ottobre 2012.
All'interno del quartiere Isola, la riqualificazione più importante è avvenuta in via Volturno, dove è stato riasfaltato il manto stradale, restringendolo per la creazione di due piste ciclabili e la piantumazione di diversi alberi. Sempre nella medesima via sono poi stati aperti gli ingressi per la stazione Isola della metropolitana. Infine, via Geatano de Castillia e via Confalonieri sono state riqualificate secondo le esigenze del Giardino de Castilla.

## Interventi limitrofi

### Palazzo Lombardia
Il Palazzo Lombardia è un complesso di edifici su un'area 33700 m², tra via Melchiorre Gioia, via Restelli, via Algarotti e via Galvani. Il progetto è stato curato da Pei Cobb Freed & Partners di New York e da Caputo Partnership e Sistema Duemila, ambedue di Milano. Si colloca nel quartiere Isola, di fronte alla Biblioteca degli Alberi. La torre centrale del complesso è alta 161 metri e fa parte del moderno cluster grattacieli milanesi, essendo diventata velocemente un'icona della città.

### Torre Galfa
La Torre Galfa, non lontana dalla zona di Porta Nuova e abbandonata dal 2001, verrà ristrutturata secondo il progetto di Maurice Kanah dello Studio bg&k associati. I lavori, partiti nel 2016, prevedono di dare le seguenti destinazioni: dal 1º al 12º piano ci sarà una struttura alberghiera, mentre i piano dal 13º al 31º saranno destinati ad appartamenti. L'investimento da parte di UnipolSai (che possiede il grattacielo) ammonta a circa 100 milioni di euro.

### Torri Garibaldi
Le Torri Garibaldi costruite tra il 1984 e il 1992 dalle Ferrovie dello Stato, sono attualmente proprietà di Beni Stabili. Tra il 2008 e il 2012 è stato effettuato il recladding delle torri a cura di Progetto CMR. Sorgono su piazza Sigmund Freud e sovrastano la Stazione di Milano Porta Garibaldi, inserendosi nel nuovo cluster di grattacieli di Milano.

### Palazzo AXA
La ristrutturazione dell'ex Palazzo Alleanza Toro, attuale Palazzo AXA, costruito su viale Sturzo, frontale alla Torre Unicredit (di cui riprende la curvatura) e alla Stazione di Milano Porta Garibaldi, è stata curata da Goring & Straja Architects. Un progetto, scartato, era stato presentato anche da Cino Zucchi Architetti.

### Torre Gioia 22
Anche l'area occupata dalla torre in cui un tempo aveva sede l'INPS in via Melchiorre Gioia 22 sarà interessata da interventi di riqualificazione. La società che possiede l'immobile, COIMA SGR, ha demolito il palazzo costruito nel 1960 (liberato nel 2012) per costruirci la nuova torre Gioia 22.

### Torre Bonnet
La Torre Bonnet (ex sede Unilever), progettata da Carlo Rusconi Clerici negli anni '60 e da anni in stato di abbandono, è stata ristrutturata con termine lavori nel 2021. Attualmente è adibita ad uso uffici.

### V33
Il V33 sorge in via Volturno, contestualizzandosi nel progetto d'insieme, pur non facendone formalmente parte. È realizzato da Hobag su progetto dello studio architettonico Vudafieri Saverino Partners. Si tratta di un trasferimento di volumetrie che permettono, contestualmente al rifacimento dell'edificio, un suo sviluppo in altezza.

### Restauro stazione di Porta Garibaldi
L'operazione di restauro è stata condotta da Centostazioni per Porta Garibaldi FS, con un investimento di 18 milioni di euro. I lavori, cominciati nel marzo 2004, si sono conclusi nello stesso mese del 2006. 

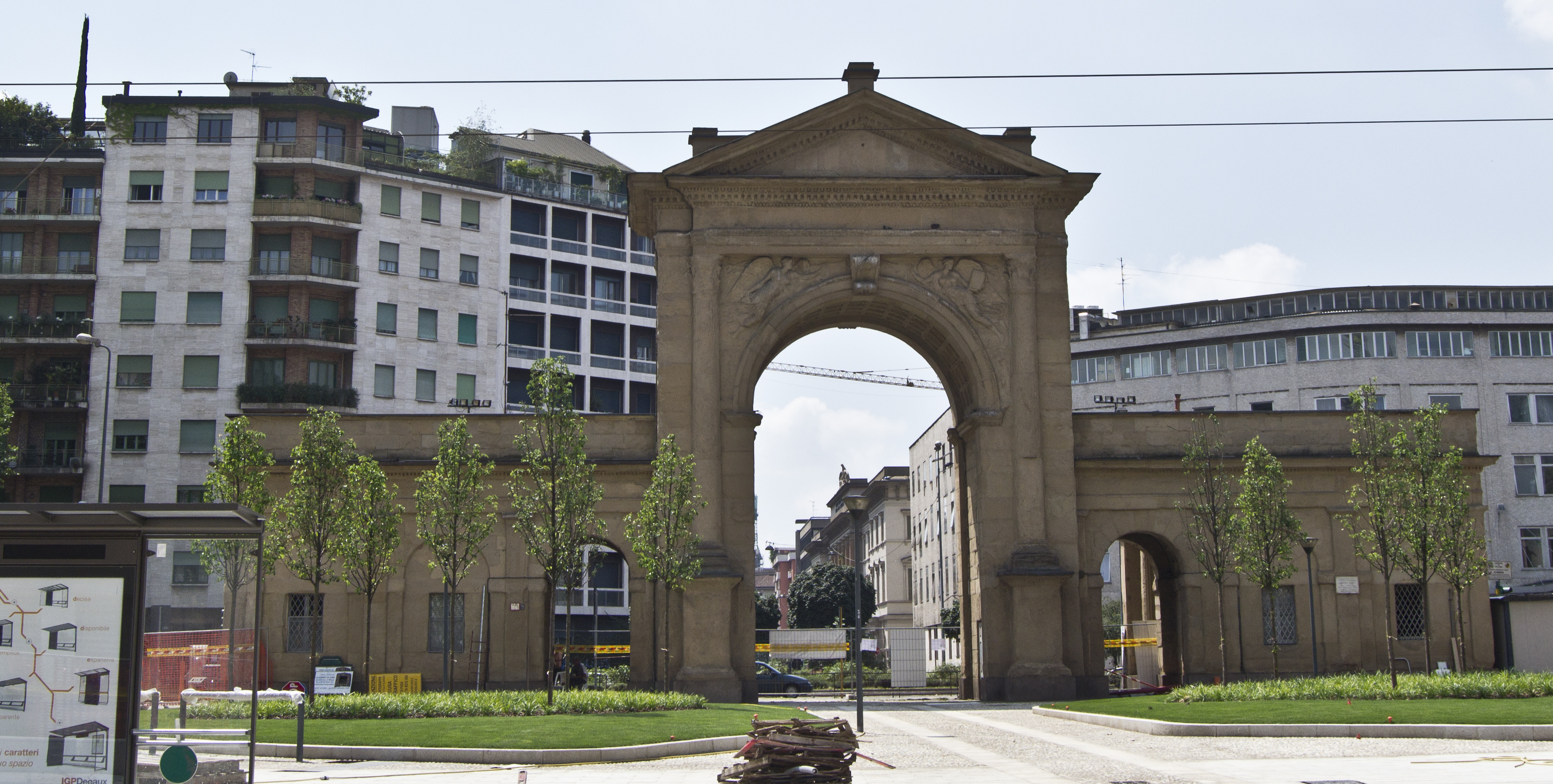
La storica Porta Nuova

### Torre Servizi Tecnici Comunali
I Servizi Tecnici, sede degli uffici comunali di via Pirelli, sarà interessata da una ristrutturazione interna.

### Piazzale Principessa Clotilde
Dal maggio 2012 la piazza, in cui si colloca l'antica Porta Nuova che conferisce il nome all'intero progetto, è stata sede di lavori di riqualificazione che hanno interessato l'edificio storico restituendolo al suo splendore, gli spazi verdi e i marciapiedi, ricostruendo la piazza e la fermata dei mezzi in pietra.

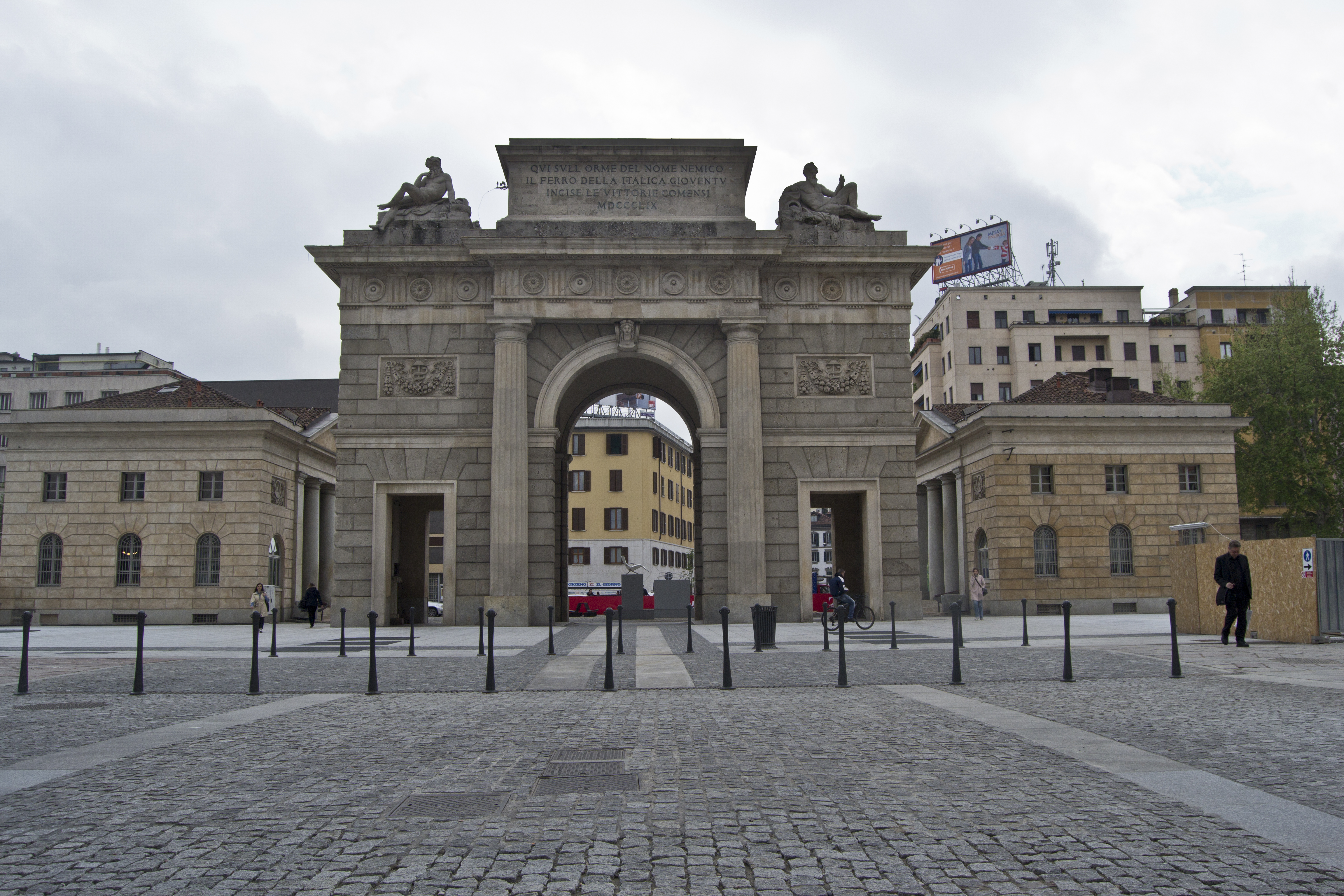
Porta Garibaldi dopo il restauro

### Piazza XXV Aprile
Dal 2006 la piazza è stata interessata da una radicale opera di riqualificazione e con essa l'antica Porta Garibaldi. L'intervento ha compreso un parcheggio multilivello sotterraneo e il rifacimento della piazza in superficie, lastricata con mattonelle in pietra e brevi tratti in Pavé, dotata di quattro aiuole e privata dell'impianto del tram. I piani sotterranei contengono anche un auditorium.

## Progetti sospesi o cancellati
Gilli Hotel
Il Gilli Hotel avrebbe dovuto essere alto 90 m, unico hotel contemplato nella nuova area, con 180 suite, due ristoranti, un belvedere sulla cima della costruzione e una Spa dedicata. Il progetto, curato dallo studio di architettura Benati di Verona, è stato cancellato e sostituito dal progetto per la torre Unipol, in corso di costruzione.
Spazio Espositivo Grimshaw (detto Armadillo)
Progettato dallo studio Grimshaw e noto anche col nome di Armadillo, è stato cancellato dal progetto (la società che gestisce il Piano di Intervento Integrato Porta Nuova ha richiesto di modificare la destinazione d'uso dell'edificio). Avrebbe dovuto fungere come spazio esposizioni per la moda, legandosi pertanto al vicino MODAM, a sua volta non realizzato. L'area destinata sarebbe stata di 10000 m² su 6 piani. Al suo posto sono stati realizzati il Padiglione Unicredit e l'edificio E3East.
MODAM
Progettato da Pierluigi Nicolin e attualmente sospeso, avrebbe dovuto essere formato da un museo e da una Scuola di Moda, nell'idea di creare un campus nella Biblioteca degli Alberi, con spazi espositivi, aule e laboratori. Avrebbe dovuto coprire un'area di 9125 m² su 5 piani.
Centro Culturale Varesine
Progettato da Citterio and partners e attualmente sospeso, sarebbe stato collocato nella punta sud-est del progetto, frontalmente alla Torre Diamante. Pare che Gian Mario Longoni sia interessato allo spazio liberato dal progetto come nuova, possibile sede per il Teatro Smeraldo. Il progetto prevedeva un'area di 3000 m².
Grattacielo del Comune
Il progetto di aprire la nuova sede del Comune di Milano in quest'area, in un grattacielo di 35 piani su 32000 m², è stato cancellato da Letizia Moratti. Sarebbe dovuto sorgere su via Melchiorre Gioia e riunificare alcuni uffici comunali distaccati, come l'anagrafe di via Larga.
Passerella Podio-Parco
Passerella ciclopedonale lunga oltre cento metri che avrebbe dovuto scavalcare via Melchiorre Gioia congiungendo piazza Alvar Aalto e la Biblioteca degli Alberi.

## Trasporti
- Garibaldi FS
- Gioia
- Repubblica
- Isola
- Stazione di Milano Porta Garibaldi
- Stazione di Milano Porta Garibaldi sotterranea
- Stazione di Milano Repubblica

Il Progetto Porta Nuova si colloca in una zona nevralgica della città. Il tunnel di viale Sturzo accorcia le distanze rispetto alla Stazione Centrale. Sono inoltre stati ripristinati i binari del tram che, passando sotto la Torre Unicredit, congiungono il precedente tracciato di via Rosales con quello in via Ferrari, oggi percorso dalle linee 10 e 33, in sostituzione della storica 29/30 attivata nel 1910.